# مگومی یوکویاما (بازیگر)
مگومی یوکویاما (انگلیسی: Megumi Yokoyama؛ زادهٔ ۲ سپتامبر ۱۹۶۹) بازیگر اهل ژاپن است.